# غول (بندقية)
غول هي بندقية قنص فلسطينية الصنع، قامت كتائب الشهيد عز الدين القسام الجناح العسكري لحركة حماس في غزة بتصنيعها وتطويرها، وتحمل مواصفات قياسية عالية الدقة. قناصة غول من عيار 14.5 ملم، ويصل مداها إلى 2 كيلومتر.

## الإعلان عنها
كُشف النقاب عنها إبّان الحرب على غزة 2014 في اليوم الـ 28 من معركة العصف المأكول.
وقالت كتائب القسام إن البندقية حملت اسم «غول» تيمناً بالشهيد القسامي عدنان الغول أحد أبرز مهندسي كتائب القسام والذي إغتاله الجيش الصهيوني عام 2004م. وذكرت أنها استخدمتها خلال عمليات القنص منذ بدء الحرب على غزة 2014.

## التسمية
سُميت البندقية باسم الشهيد عدنان الغول أحد قادة كتائب "القسّام" الذي تولّى قيادة وحدة التصنيع العسكري في القسّام.

## مقارنة مع قناصات قوية
| الاسم                | الطول  | الصناعة | العيار   | المدى القاتل |
| -------------------- | ------ | ------- | -------- | ------------ |
| شاهر                 | 185 سم | إيران   | 14.5 ملم | 4000 متر     |
| غول                  | 200 سم | فلسطين  | 14.5 ملم | 2000 متر     |
| شتاير (Steyr HS .50) | 137 سم | النمسا  | 12.7 ملم | 1500 متر     |
| دراغونوف             | 120 سم | روسيا   | 7.62 ملم | 1200 متر     |

## طالع أيضًا
- أبابيل1
- آر 160
- زيجيانغ إم 99